# Opuntia
Genre
Classification APG IV (2016)
Opuntia est un des principaux genres de la famille des Cactaceae avec près de 250 espèces, appelées oponces, nopales. On en trouve sous presque tous les climats en Amérique, ainsi qu'en Europe du Sud. Certains de ces cactus à larges raquettes sont cultivés notamment pour leurs qualités ornementales et surtout pour les figues de Barbarie, fruits du figuier de Barbarie (Opuntia ficus-indica) et du figuier d'Inde (Opuntia humifusa), deux cactus originaires d'Amérique du nord. Ces oponces ont également des propriétés médicinales ou servent de support pour obtenir le carmin de cochenille, un colorant naturel d'un rouge profond.

## Dénominations
Le botaniste Philip Miller a attribué le nom d’Opuntia, francisé en oponce, à une plante précédemment appelée « figuier d'Inde » par référence à la ville grecque ancienne d'Oponte, capitale de la Locride. Par coïncidence, le nom de cette ville pourrait venir d'opos, le suc du figuier.
Les Opuntia sont parfois appelés cactus raquettes en raison de la forme de leurs cladodes. Ou encore dans leurs régions d'origine nopal ou nopales. Certains sont aussi appelés figuier de Barbarie.

## Caractéristiques
La plupart des espèces du genre Opuntia poussent avec des articles plats en forme de raquettes appelés cladodes. Ces plantes portent de grandes et fortes épines assurant un rôle défensif, mais aussi des petites épines minces comme des cheveux appelées glochides. Ces petites épines barbées se détachent facilement et s'attachent dans la peau en l'irritant. Elles recouvrent aussi les fruits.
C'est Charles Darwin qui le premier a noté les capacités thigmotactiles des anthères. Cela veut dire que quand elles sont touchées par un insecte, elles se courbent pour déposer leur pollen.
Les genres Lophophora et Obregonia ont les mêmes capacités.
Certaines espèces d'Opuntia donnent des fruits comestibles, notamment Opuntia ficus-indica qui donne des figues de Barbarie,.

## Classification
On recense près de 250 espèces.

### Synonymes
- Airampoa Alberto Vojtech Fric
- Cactodendron Bigelow
- Cactus Lem.
- Chaffeyopuntia Alberto Vojtech Fric & Ernst Schelle
- Clavarioidia Kreuz.
- Ficindica St.-Lag.
- Nopalea Salm-Dyck
- Parviopuntia Soulaire & Marn.-Lap.)
- Phyllarthus Neck. ex M.Gómez
- Pseudotephrocactus Alberto Vojtech Fric
- Salmiopuntia Alberto Vojtech Fric
- Subulatopuntia Alberto Vojtech Fric & Ernst Schelle
- Tunas Joël Lunell
- Weberiopuntia Alberto Vojtech Fric

### Genres séparés d'Opuntia
- Austrocylindropuntia
- Brasiliopuntia
- Corynopuntia
- Cumulopuntia
- Cylindropuntia, parfois appelés Chollas, avec des cladodes cylindriques et non plus plats
- Disocactus phyllanthoides (as Opuntia speciosa)
- Micropuntia
- Miqueliopuntia
- Tephrocactus

### Liste d'espèces
Selon BioLib (7 février 2021) :
- Opuntia acaulis Ekman & Werdermann
- Opuntia aciculata Griffiths
- Opuntia alko-tuna Cárdenas
- Opuntia ammophila Small
- Opuntia amyclaea Tenore
- Opuntia anacantha Spegazzini
- Opuntia antillana Britton & Rose

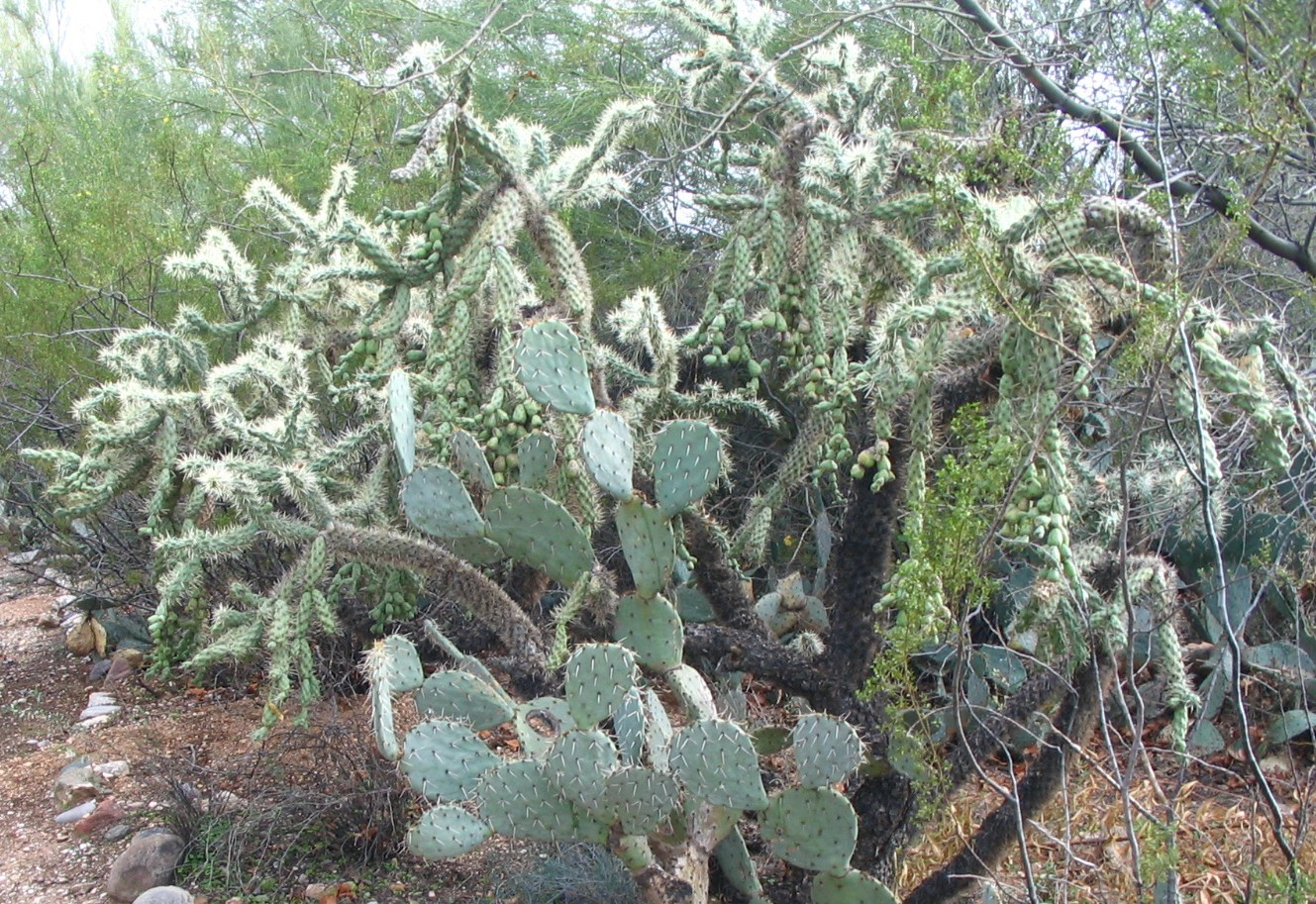
Une Opuntia devant un Cylindropuntia fulgida

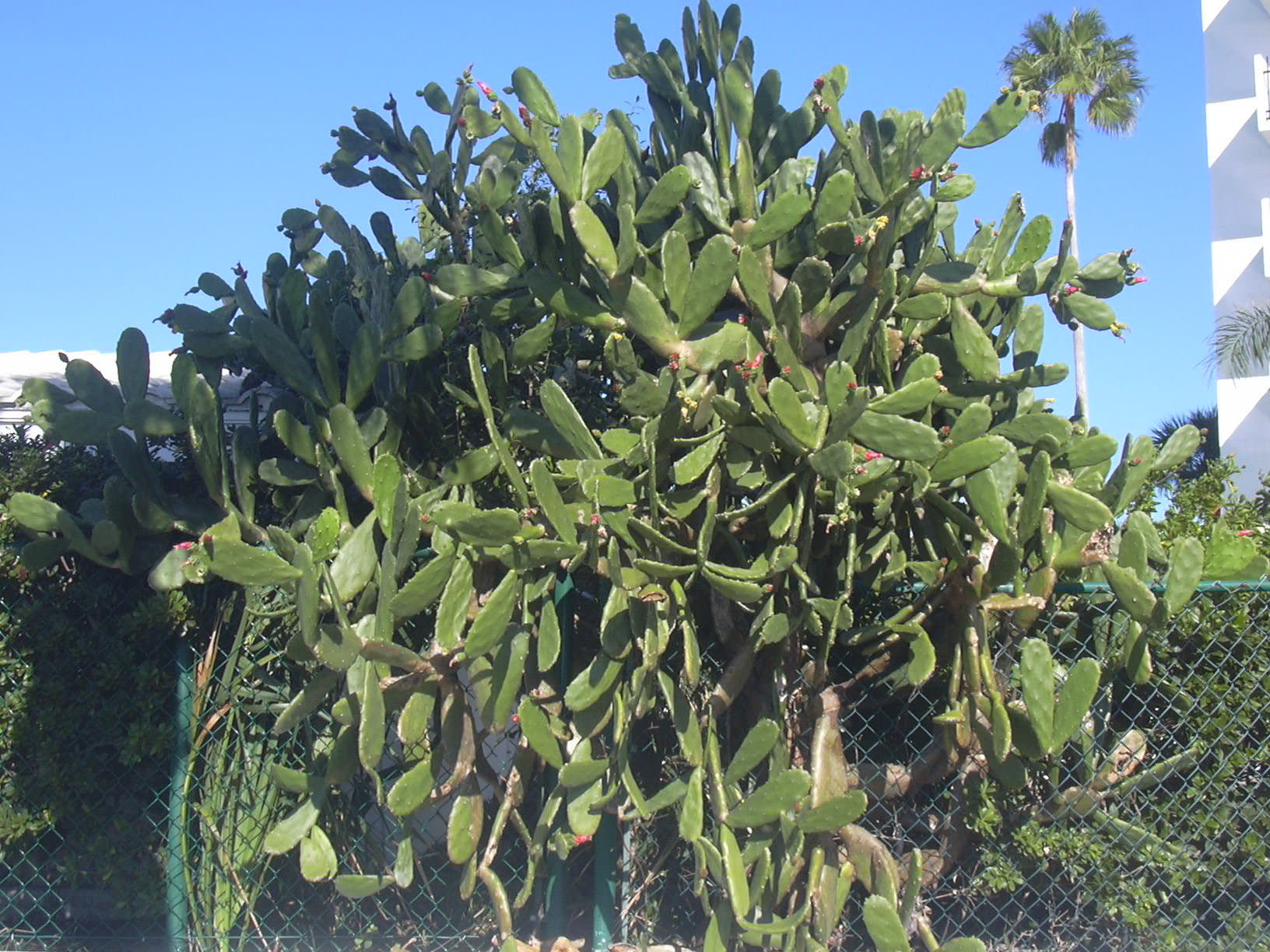
Opuntia cochenillifera

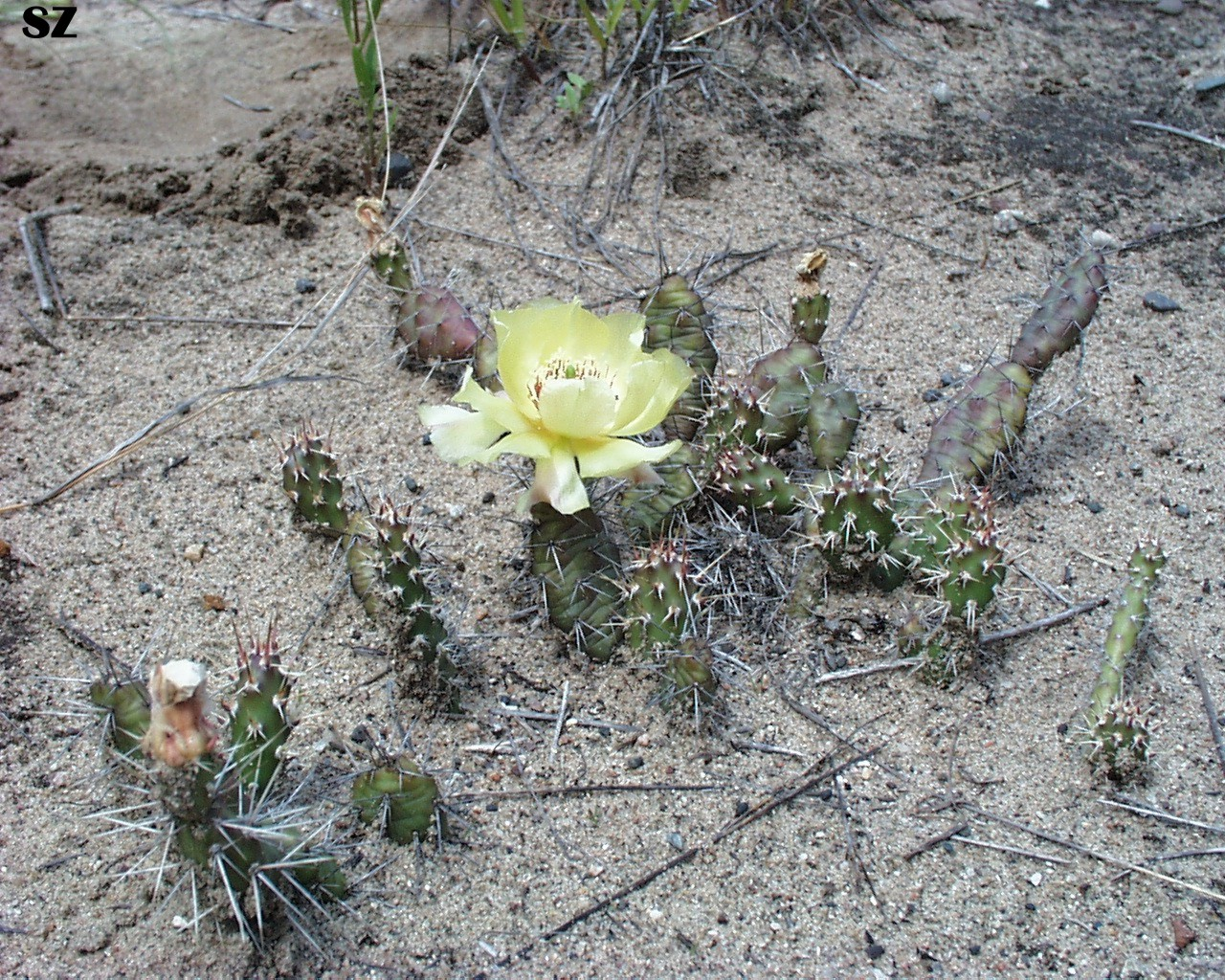
Opuntia fragilis

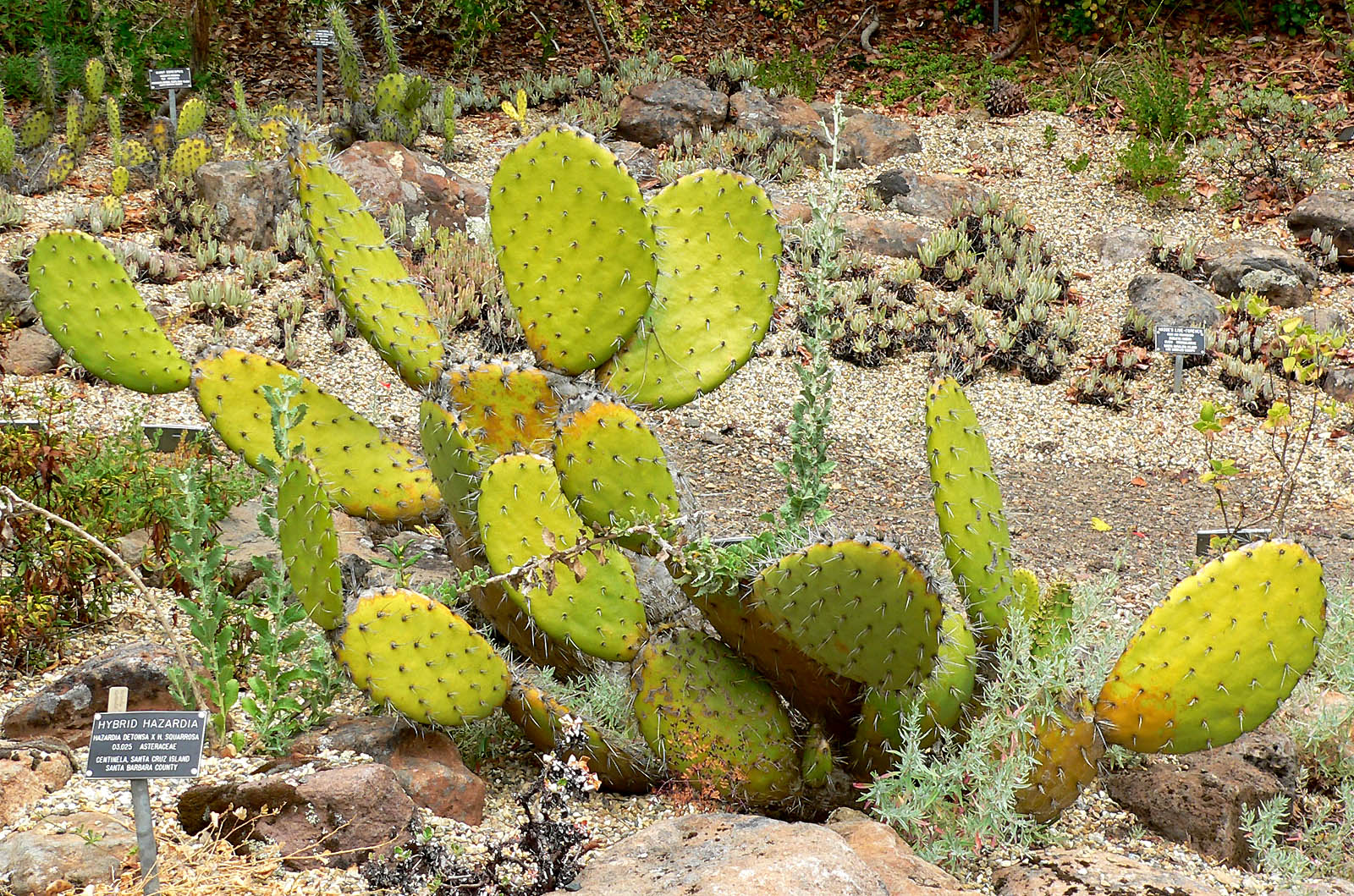
Opuntia oricola

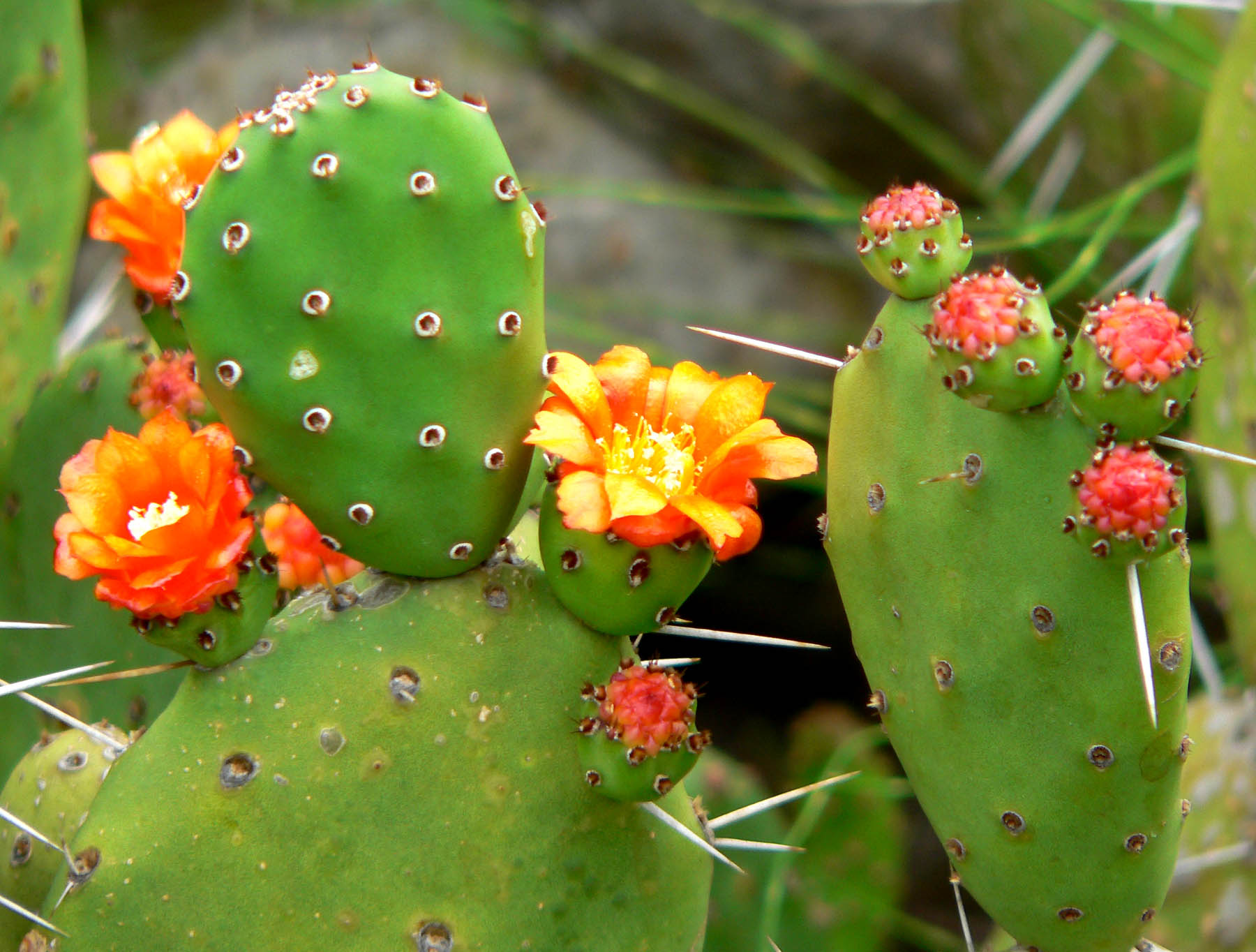
Opuntia ovata

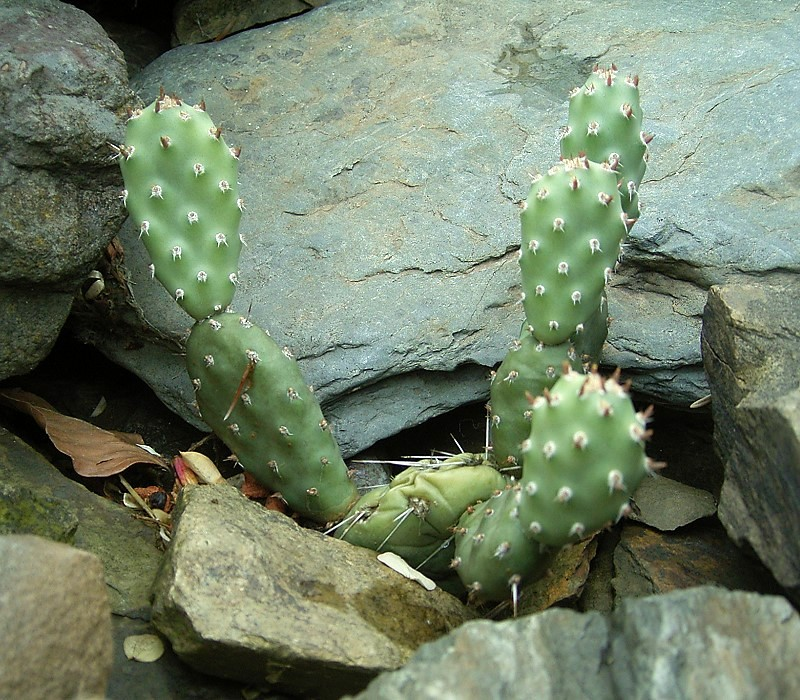
Opuntia pinkavae

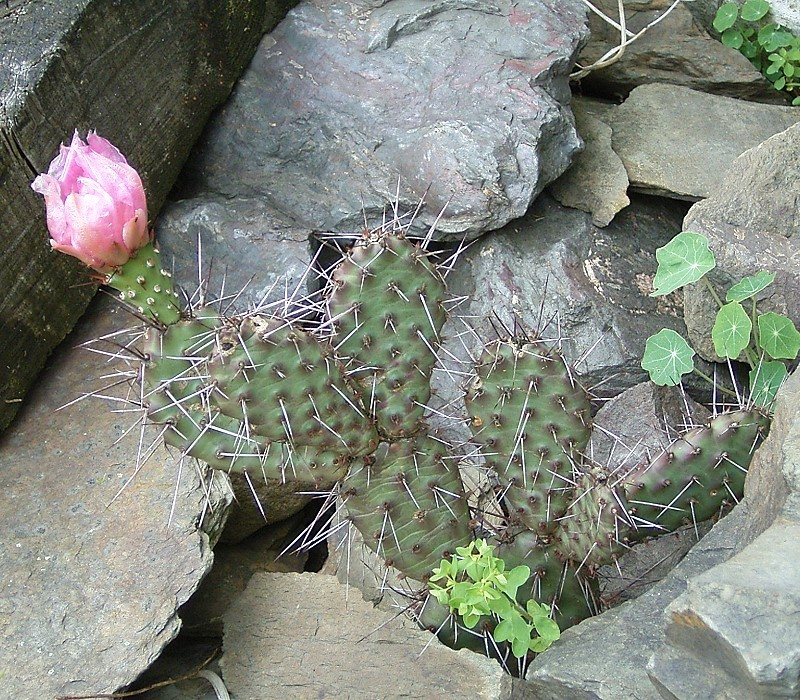
Opuntia polyacantha

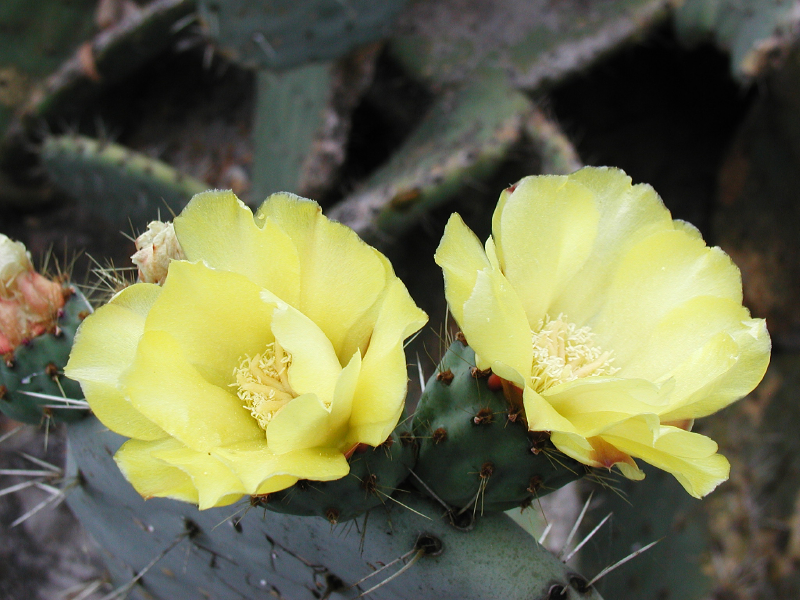
Opuntia robusta en fleurs

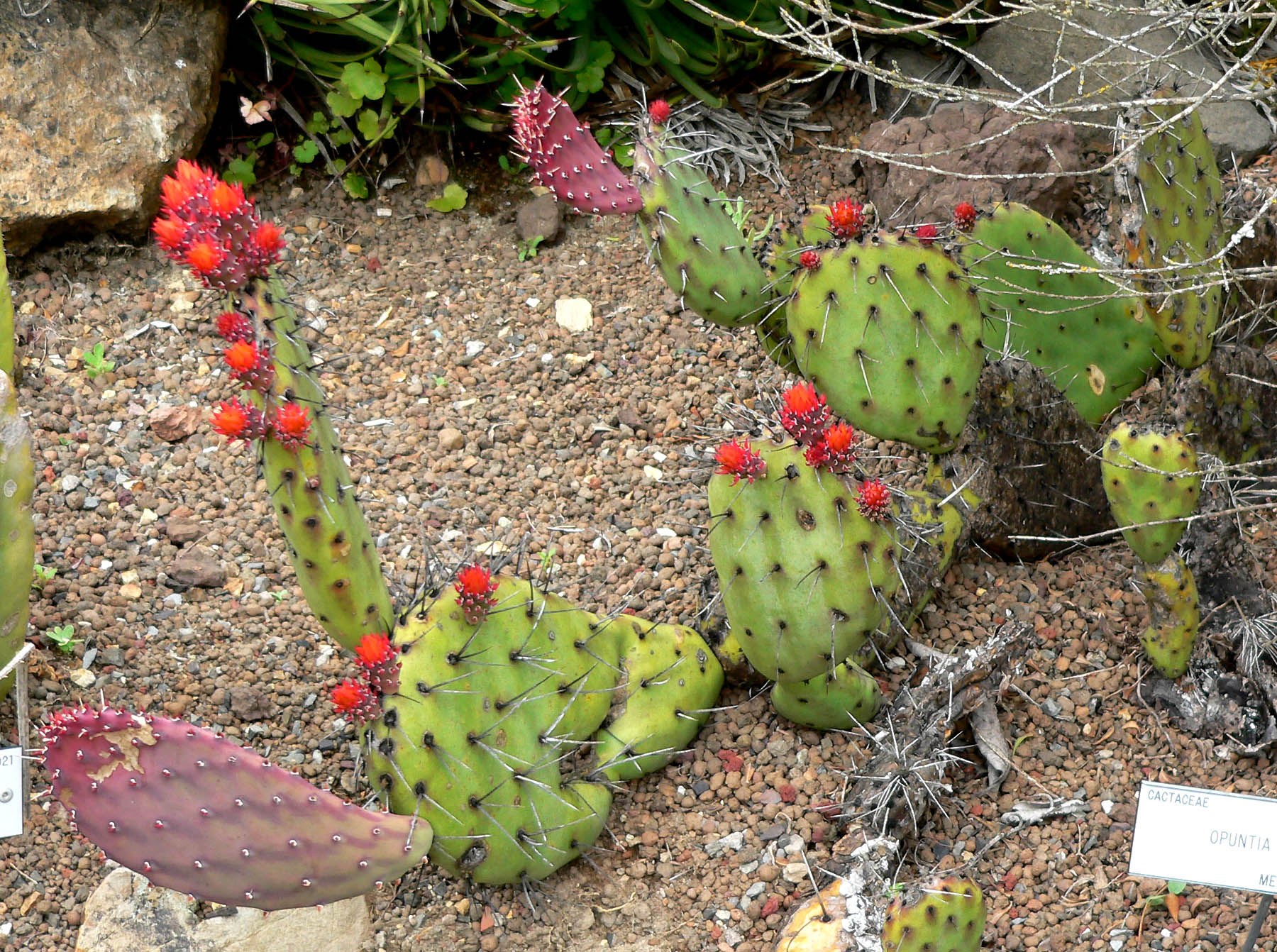
Opuntia stenopetala

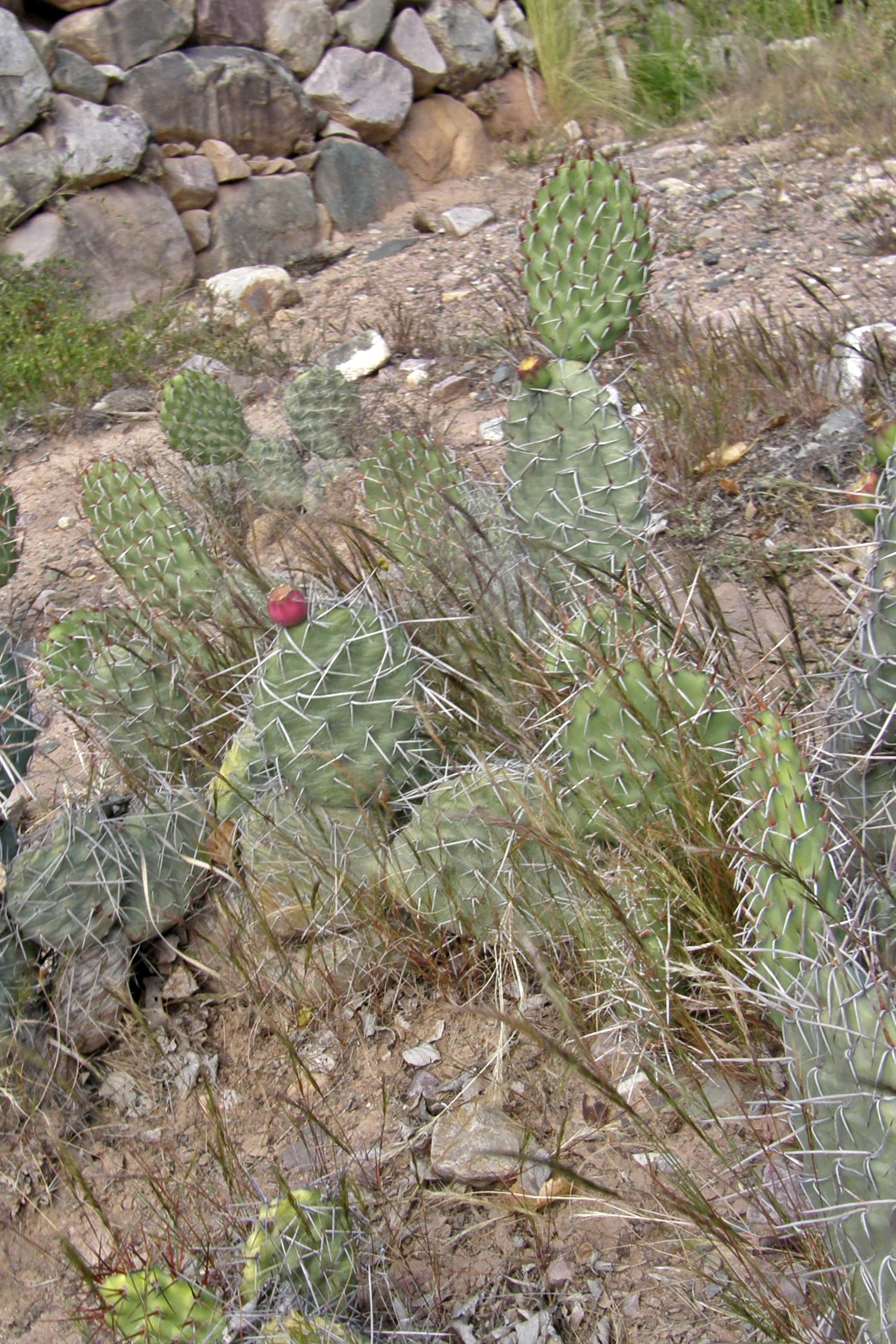
Opuntia tilcarensis

- Opuntia apurimacensis (F. Ritter) R. Crook & Mottram
- Opuntia arcei Cárdenas
- Opuntia arechavaletae Speg.
- Opuntia armata Backeberg
- Opuntia assumptionis K. Schumann
- Opuntia atrispina Griffiths
- Opuntia atropes Rose
- Opuntia atrovirens Spegazzini
- Opuntia auberi Pfeiffer
- Opuntia aurantiaca Gilles ex Lindley
- Opuntia aurea McCabe ex E.M. Baxter
- Opuntia aureispina (S. Brack & K.D. Heil) Pinkava & B.D. Parfitt
- Opuntia austrina Small
- Opuntia azurea Rose
- Opuntia basilaris Engelm. & J.M. Bigelow
- Opuntia bella Britton & Rose
- Opuntia bensonii Sánchez-Mejorada
- Opuntia bergeriana F.A.C. Weber
- Opuntia bernichiana hort.
- Opuntia bisetosa Pittier
- Opuntia boldinghii Britton & Rose
- Opuntia bonplandii (Kunth) F.A.C. Weber
- Opuntia borinquensis Britton & Rose
- Opuntia bravoana F.M. Baxter
- Opuntia canterae Arechavaleta
- Opuntia caracassana Salm-Dyck
- Opuntia cardiosperma K. Schumann
- Opuntia chaffeyi Britton & Rose
- Opuntia chakensis Spegazzini
- Opuntia chavena Griffiths
- Opuntia chihuahuensis Rose
- Opuntia chisosensis (M. Anthony) D.J. Ferguson
- Opuntia chlorotica Engelm. & J.M. Bigelow
- Opuntia cochabambensis Cárdenas
- Opuntia cochenillifera (L.) P. Miller
- Opuntia cognata (F. Ritter) P.J. Braun & Esteves
- Opuntia colubrina A. Castellanos
- Opuntia conjungens (F. Ritter) P.J. Braun & Esteves
- Opuntia crassa Haworth
- Opuntia crystalenia Griffiths
- Opuntia curassavica (L.) Mill.
- Opuntia curvispina Griffiths
- Opuntia darrahiana F.A.C. Weber
- Opuntia deamii Rose
- Opuntia decumbens Salm-Dyck
- Opuntia dejecta Salm-Dyck
- Opuntia delaetiana F.A.C. Weber
- Opuntia depauperata Britton & Rose
- Opuntia depressa Rose
- Opuntia dillenii (Ker Gawler) Haworth
- Opuntia discolor Britton & Rose
- Opuntia durangensis Britton & Rose
- Opuntia echios J.T. Howell
- Opuntia edwardsii V.E. Grant & K.A. Grant
- Opuntia eichlamii Rose
- Opuntia ekmanii Werdermann
- Opuntia elata Link & Otto ex Salm-Dyck
- Opuntia elatior Mill.
- Opuntia elizondoana E. Sanchez & Villaseñor
- Opuntia ellisiana Griffiths
- Opuntia engelmannii Salm-Dyck ex Engelmann
- Opuntia erinacea Engelm. & Bigelow ex Engelm.
- Opuntia excelsa Sánchez-Mejorada
- Opuntia feroacantha Britton & Rose
- Opuntia ficus-indica (L.) Mill.
- Opuntia fragilis (Nutt.) Haw.
- Opuntia fuliginosa Griffiths
- Opuntia galapageia Henslow
- Opuntia gosseliniana F.A.C. Weber
- Opuntia guatemalensis (Rose) Britton & Rose
- Opuntia guilanchi Griffiths
- Opuntia helleri K. Schumann ex B.L. Robinson
- Opuntia hitchcockii J.G. Ortega
- Opuntia hondurensis Standley
- Opuntia howeyi J.A. Purpus
- Opuntia huajuapensis Bravo
- Opuntia humifusa (Raf.) Raf.
- Opuntia hyptiacantha F.A.C. Weber
- Opuntia inaequilateralis A. Berger
- Opuntia inaperta (Schott ex Griffiths) D.R. Hunt
- Opuntia infesta (F. Ritter) Iliff
- Opuntia insularis A. Stewart
- Opuntia jaliscana Bravo
- Opuntia jamaicensis Britton & Harris
- Opuntia joconostle F.A.C. Weber
- Opuntia karwinskiana Salm-Dyck
- Opuntia laevis J.M. Coulter
- Opuntia lagunae E.M. Baxter ex Bravo
- Opuntia larreyi F.A.C. Weber ex J.M. Coulter
- Opuntia lasiacantha Pfeiffer
- Opuntia leucotricha DC.
- Opuntia lilae Trujillo & Ponce
- Opuntia limitata (F. Ritter) P.J. Braun & Esteves
- Opuntia lindheimeri Engelm.
- Opuntia linguiformis Griffiths
- Opuntia littoralis (Engelm.) Cockerell
- Opuntia lutea (Rose) D.R. Hunt
- Opuntia macrocentra Engelm.
- Opuntia macrorhiza Engelm.
- Opuntia martiniana (L.D. Benson) B.D. Parfitt
- Opuntia megacantha Salm-Dyck
- Opuntia megapotamica Arechavaleta
- Opuntia megarhiza Rose
- Opuntia megasperma J.T. Howell
- Opuntia microdasys (Lehmann) Pfeiffer
- Opuntia mieckleyi K. Schumann
- Opuntia monacantha (Willd.) Haw.
- Opuntia montevideensis Spegazzini
- Opuntia nejapensis Bravo
- Opuntia neochrysacantha Bravo
- Opuntia nuda (Backeberg) G.D. Rowley
- Opuntia orbiculata Salm-Dyck ex Pfeiffer
- Opuntia oricola Philbrick
- Opuntia pachona Griffiths
- Opuntia pachyrrhiza H.M. Hern., Gomez-Hin. & Bárcenas
- Opuntia pailana Weingart
- Opuntia pampeana Spegazzini
- Opuntia paraguayensis K. Schumann
- Opuntia parviclada S. Arias & S. Gama
- Opuntia penicilligera Spegazzini
- Opuntia pennellii Britton & Rose
- Opuntia phaeacantha Engelm.
- Opuntia pilifera F.A.C. Weber
- Opuntia pinkavae B.D. Parfitt
- Opuntia pittieri Britton & Rose
- Opuntia pituitosa (F. Ritter) Iliff
- Opuntia polyacantha Haw.
- Opuntia pottsii Salm-Dyck
- Opuntia prasina Spegazzini
- Opuntia puberula Pfeiffer
- Opuntia pubescens H.L. Wendland ex Pfeiffer
- Opuntia pumila Rose
- Opuntia pusilla (Haw.) Haw.
- Opuntia pycnantha Engelm. ex J.M.Coult.
- Opuntia pyriformis Rose
- Opuntia pyrrhantha (F. Ritter) P.J. Braun & Esteves
- Opuntia quimilo K. Schumann
- Opuntia quitensis F.A.C. Weber
- Opuntia rastrera F.A.C. Weber
- Opuntia repens Bello
- Opuntia rileyi J.G. Ortega
- Opuntia ritteri A. Berger
- Opuntia robinsonii J.G. Ortega
- Opuntia roborensis Cárdenas
- Opuntia robusta H.L.Wendl. ex Pfeiff.
- Opuntia rufida Engelm.
- Opuntia salagria A. Castellanos
- Opuntia salmiana J.Parm. ex Pfeiff.
- Opuntia salvadorensis Britton & Rose
- Opuntia sanguinea Proctor
- Opuntia santa-rita (Griffiths & Hare) Rose
- Opuntia saxicola J.T. Howell
- Opuntia scheeri F.A.C. Weber
- Opuntia schickendantzii F.A.C. Weber
- Opuntia schumannii F.A.C. Weber ex A. Berger
- Opuntia securigera Borg
- Opuntia soederstromiana Britton & Rose
- Opuntia spinulifera Salm-Dyck
- Opuntia spraguei J.G. Ortega
- Opuntia stenarthra K. Schumann
- Opuntia stenopetala Engelmann
- Opuntia streptacantha Lem.
- Opuntia stricta (Haw.) Haw.
- Opuntia strigil Engelm.
- Opuntia subsphaerocarpa Spegazzini
- Opuntia sulfurea G. Don
- Opuntia sulphurea Gillies ex Salm-Dyck
- Opuntia tapona Engelmann
- Opuntia taylori Britton & Rose
- Opuntia taylorii Britton & Rose
- Opuntia tehuacana S. Arias & U. Guzmán
- Opuntia tehuantepecana (Bravo) Bravo
- Opuntia tenuiflora Small
- Opuntia tomentella A. Berger
- Opuntia tomentosa Salm-Dyck
- Opuntia triacantha (Willd.) Sweet
- Opuntia tuna (L.) P. Miller
- Opuntia turbinata Small
- Opuntia undulata Griffiths
- Opuntia urbaniana Werdermann
- Opuntia valida Griffiths
- Opuntia velutina F.A.C.Weber ex Roland-Gosselin
- Opuntia viridirubra (F. Ritter) Schlindwein
- Opuntia vitelliniflora (F. Ritter) P.J. Braun & Esteves
- Opuntia wetmorei Britton & Rose
- Opuntia wilcoxii Britton & Rose

## Écologie

### Répartition géographique
En Europe, on retrouve les Opuntias dans la zone du climat méditerranéen dans les pays bordant la mer Méditerranée.
Du nord au sud du continent américain, des oponces poussent sous presque tous les climats, :
On trouve Opuntia fragilis en Colombie Britannique à 56° 17’ de latitude N et 120° 39’ de longitude et dans l'Alberta. À l'opposé, Opuntia darwinii est présent en Patagonie près du détroit de Magellan.
Opuntia elata croît dans la Pampa et le Chaco dans le Sud du Brésil, en Uruguay, Paraguay et dans le Nord de l'Argentine.

### Interactions écologiques

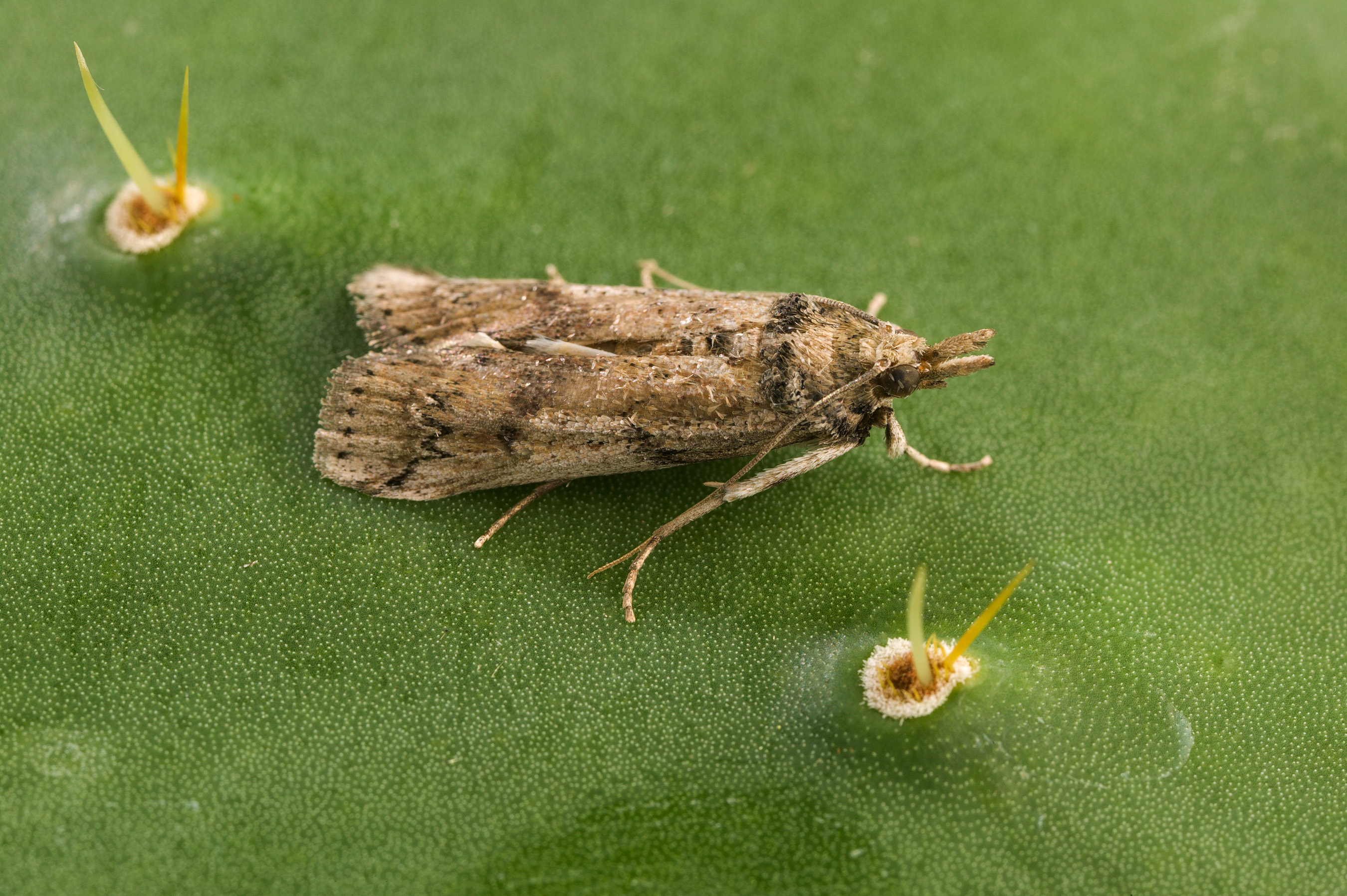
La pyrale du cactus (Cactoblastis cactorum), originaire d'Amérique du Sud, utilisée pour réguler certaines populations de cactus, devenue elle-même invasive dans certaines contrées.

Les fruits de l'opuntia sont consommés par des oiseaux qui assurent ainsi la dissémination des graines.
Dactylopius coccus est un parasite des Opuntia dont il consomme la sève. Cet insecte, originaire des régions tropicales et subtropicales d'Amérique du Sud et du Mexique, produit de l'acide carminique qui repousse les autres insectes. Ses œufs écrasés donnent un colorant naturel rouge, le carmin de cochenille, pour lequel on cultive surtout Opuntia ficus-indica.
Les opuntias peuvent se développer et s'étendre sur de grandes surfaces, les rendant impropres à la culture, notamment quand ils sont introduits dans de nouvelles régions où ils n'ont pas de prédateurs. Ce sont donc des hémérochores  facilement problématiques.
Le figuier de Barbarie (Opuntia ficus-indica) et le Figuier d'Inde (Opuntia humifusa) sont deux cactus originaires d'Amérique du nord. Ces plantes se sont notamment naturalisées tout autour de la Méditerranée, dans la vallée du Rhône, dans l'ensemble de l'Afrique ainsi qu'en Australie, avec un potentiel envahissant quand elles entrent en compétition avec la végétation locale.
Cela a été le cas lors d'une introduction au XIXe siècle en Australie pour constituer des haies naturelles et développer l'élevage des cochenilles. Mais elle est devenue envahissante et comme elle n'est pas comestible par les herbivores, elle a rendu 40 000 km2 de terres agricoles improductives.
Le papillon Cactoblastis cactorum d'Amérique du Sud, dont les chenilles mangent les opuntias, a été introduit en 1925 et a permis de contrôler les opuntias. Cette démarche est parfois citée comme exemple de maîtrise écologique d'une espèce. Cependant, dans certaines régions du monde, comme aux États-Unis, elle s'est attaquée à d'autres espèces de cactus, causant des dommages, et est devenue elle-même invasive.

## Propriétés
La plupart des espèces d'Opuntias contiennent de nombreux alcaloïdes, et notamment 3-méthoxytyramine, candicine, hordénine, N-méthyltyramine, tyramine[réf. nécessaire].

## Utilisations

### Alimentation

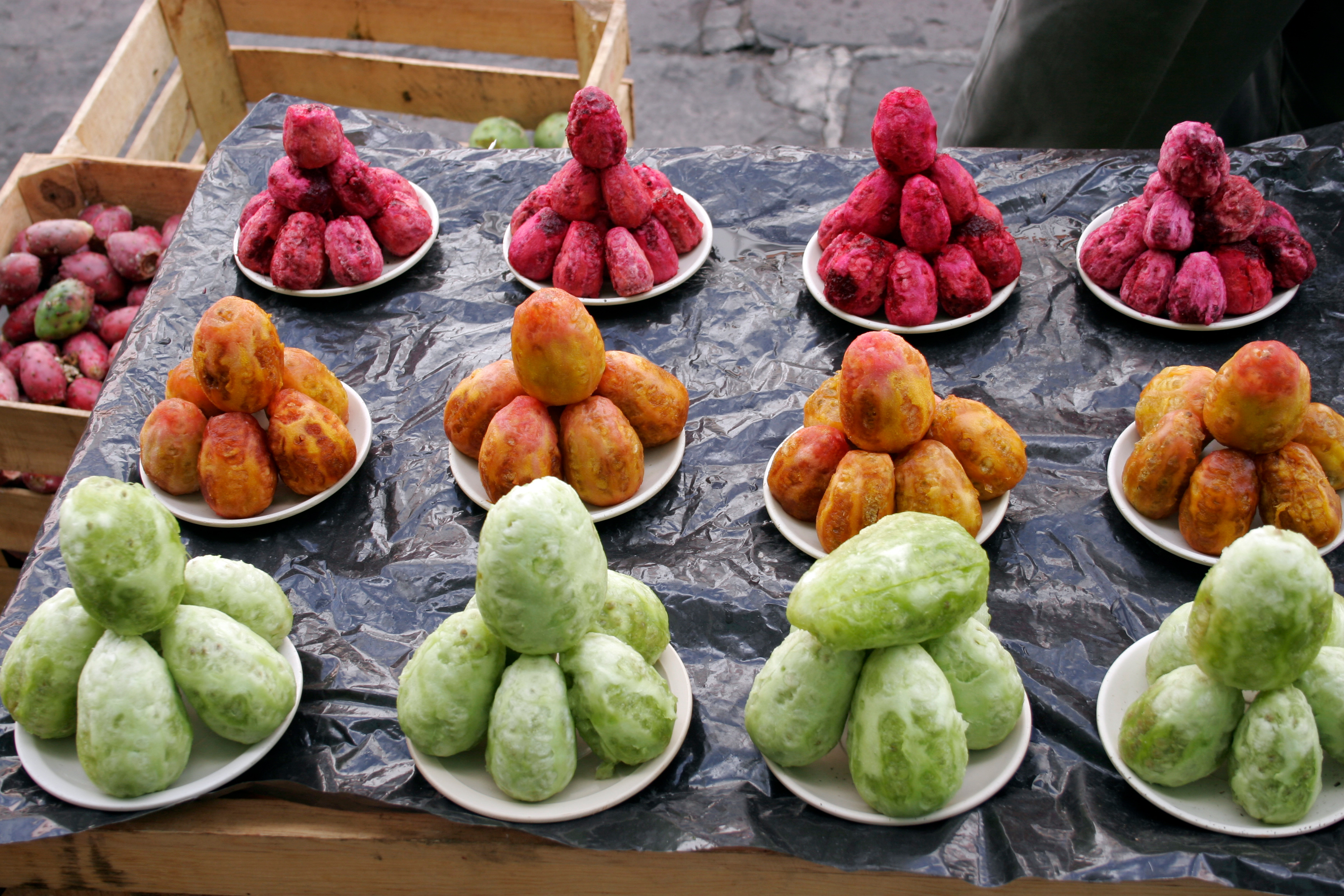
Figues de Barbarie en vente sur le marché de Zacatecas, au Mexique.

Les fruits, figues de Barbarie, doivent être soigneusement pelés avant d'être consommés à cause de leurs glochides irritants.
On a maintenant obtenu par croisement des espèces dépourvues de glochides.
Les figues de Barbarie sont aussi utilisées pour fabriquer des bonbons, de la confiture et des boissons. Sous le nom de ficurinnia, ils sont un composant de la cuisine sicilienne.
Opuntia littoralis a été introduit en Europe et se développe sur les rivages de la Méditerranée. Notamment au Portugal sous le nom de tabaibo, en Espagne sous les noms de chumbo ou higo chumbo (= "figue chumbo"), en Grèce sous les noms de frangosyka (= "figues françaises") or pavlosyka (= "figues de Paul"), à Chypre sous le nom de baboutsosyka (= "figues chaussons"), à Malte pour fabriquer la liqueur Bajtra.
Sur l'île de Sainte-Hélène, les opuntias sont cultivés sous le nom de tungi et utilisés pour fabriquer une liqueur appelée Bajtra.
Les jeunes tiges, appelées nopals, sont comestibles et cultivées pour être utilisées dans la cuisine mexicaine, comme l'enchilada verdes ou le jugo verdes (jus vert).

### Production de colorant

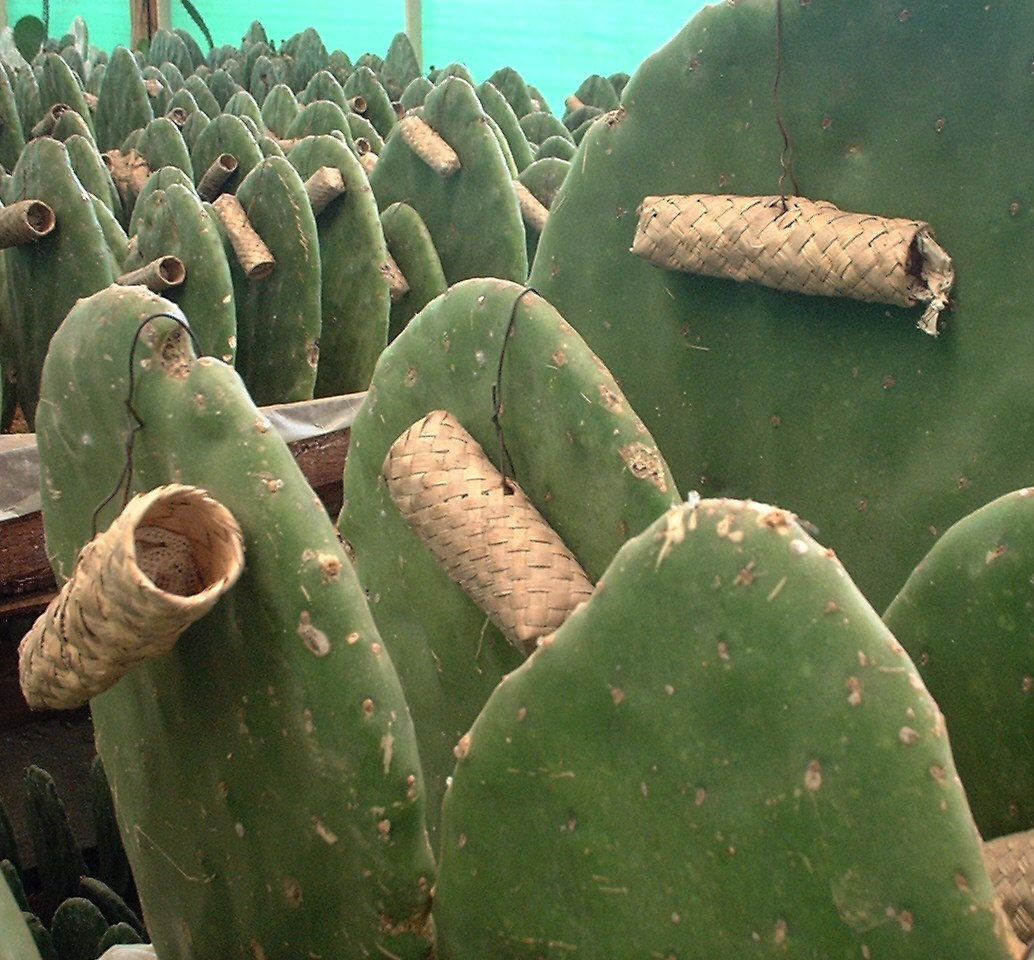
Exploitation traditionnelle des cochenilles dans des nids zapotèques sur O. ficus-indica, à Oaxaca.

La cochenille Dactylopius coccus est un insecte originaire des régions tropicales et subtropicales d'Amérique du Sud et du Mexique. C'est un parasite des Opuntia dont il consomme la sève. Il produit de l'acide carminique qui repousse les autres insectes. L'écrasement des insectes ou des œufs permet de récupérer cet acide carminique et de fabriquer un colorant naturel d'un rouge intense et profond, le carmin de cochenille. Il est utilisé comme colorant alimentaire E120 et pour les produits cosmétiques.
C'était autrefois le second produit d'exportation en valeur d'Amérique Centrale et du Sud, après l'argent. Cette matière était cotée dans les bourses de Londres et Amsterdam. Après avoir décliné, cette culture se maintient en raison du caractère naturel du colorant.

### Autres
Le jus d'Opuntia est parfois ajouté à la liqueur hallucinogène Ayahuasca[réf. nécessaire].

## Horticulture
La culture de la plupart des espèces d'opuntias est très facile, à partir du moment où elles disposent d'un emplacement ensoleillé et d'un sol bien drainé. Elles ont même tendance à devenir envahissantes et nécessitent des rempotages fréquents (tous les deux ans) en éliminant une partie des racines et des cladodes.
Pour fleurir, une période de repos hivernal (au moins un mois à moins de 15 °C et pas d'arrosage) leur est indispensable.
Certaines espèces supportent très bien les climats froids à condition d'être protégées des pluies hivernales : Opuntia fragilis, Opuntia humifusa, Opuntia polyacantha, Opuntia macrorhiza, et Opuntia phaeacantha en particulier.
Les opuntia se bouturent très facilement en sectionnant un segment dont il faut laisser sécher le cal avant de le mettre en terre. La bouture peut d'ailleurs supporter quelques mois sans terre, ni eau. Ceci contribue à augmenter leur potentiel envahissant.
Par exemple, en France, les espèces subspontanées, c'est-à-dire qui se sont dispersées dans la nature depuis un exemplaire cultivé, sont le Figuier d'Inde (Opuntia humifusa), le Figuier de Barbarie (Opuntia ficus-indica) et l'Oponce stricte (Opuntia stricta)[réf. souhaitée].

Espèces subspontanées en France
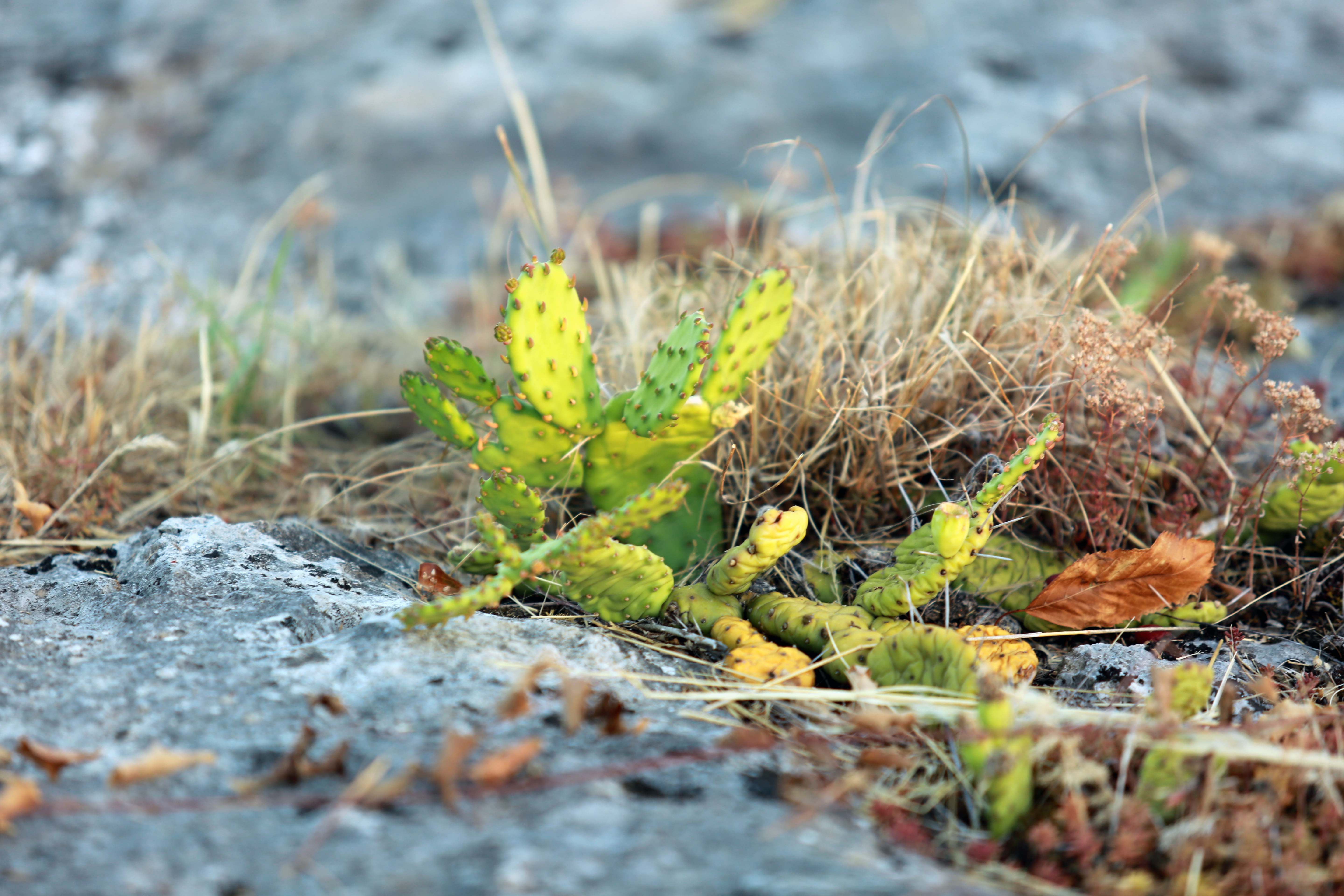
Opuntia humifusa dans la garrigue
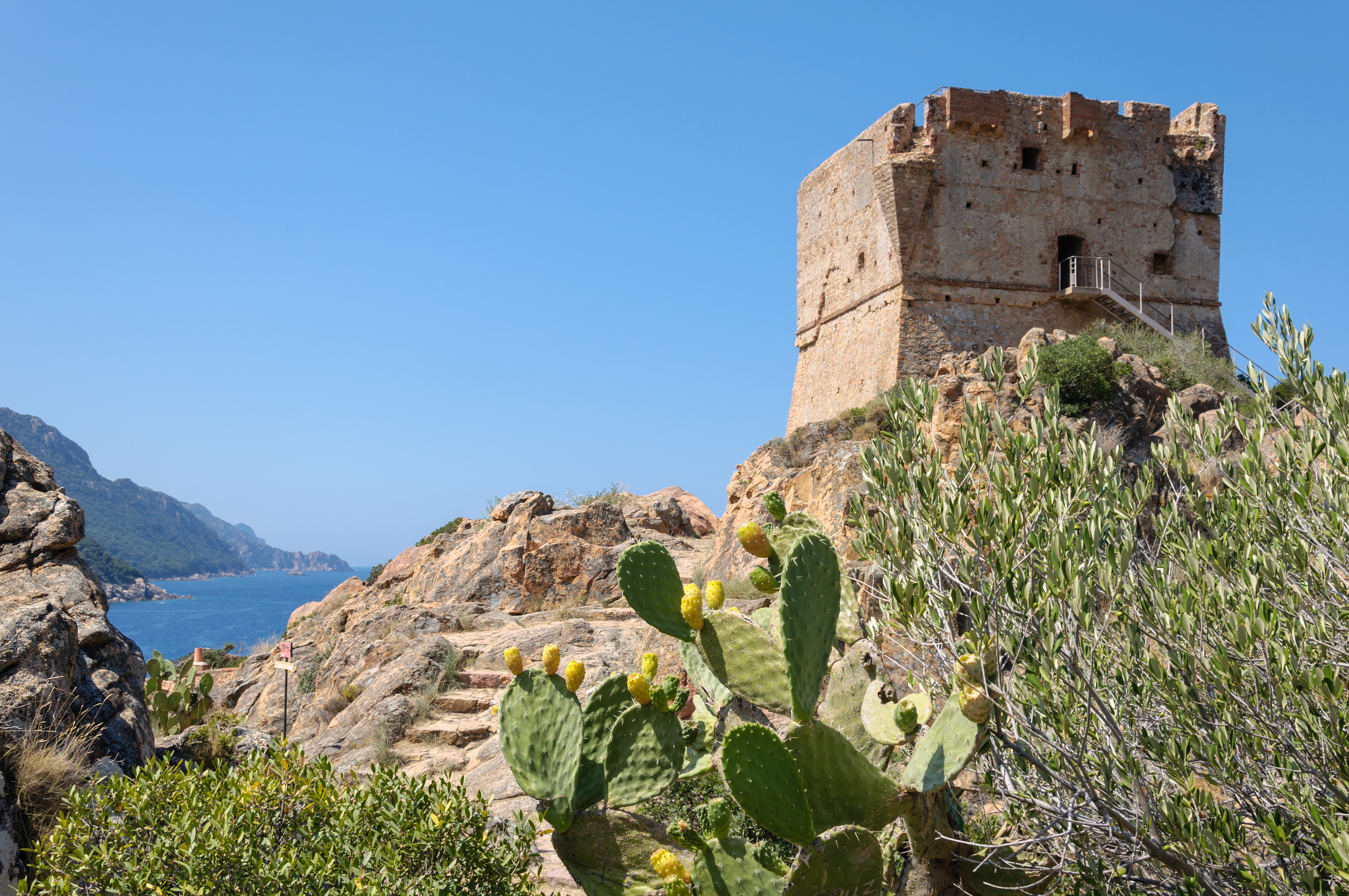
Opuntia ficus-indica en Corse
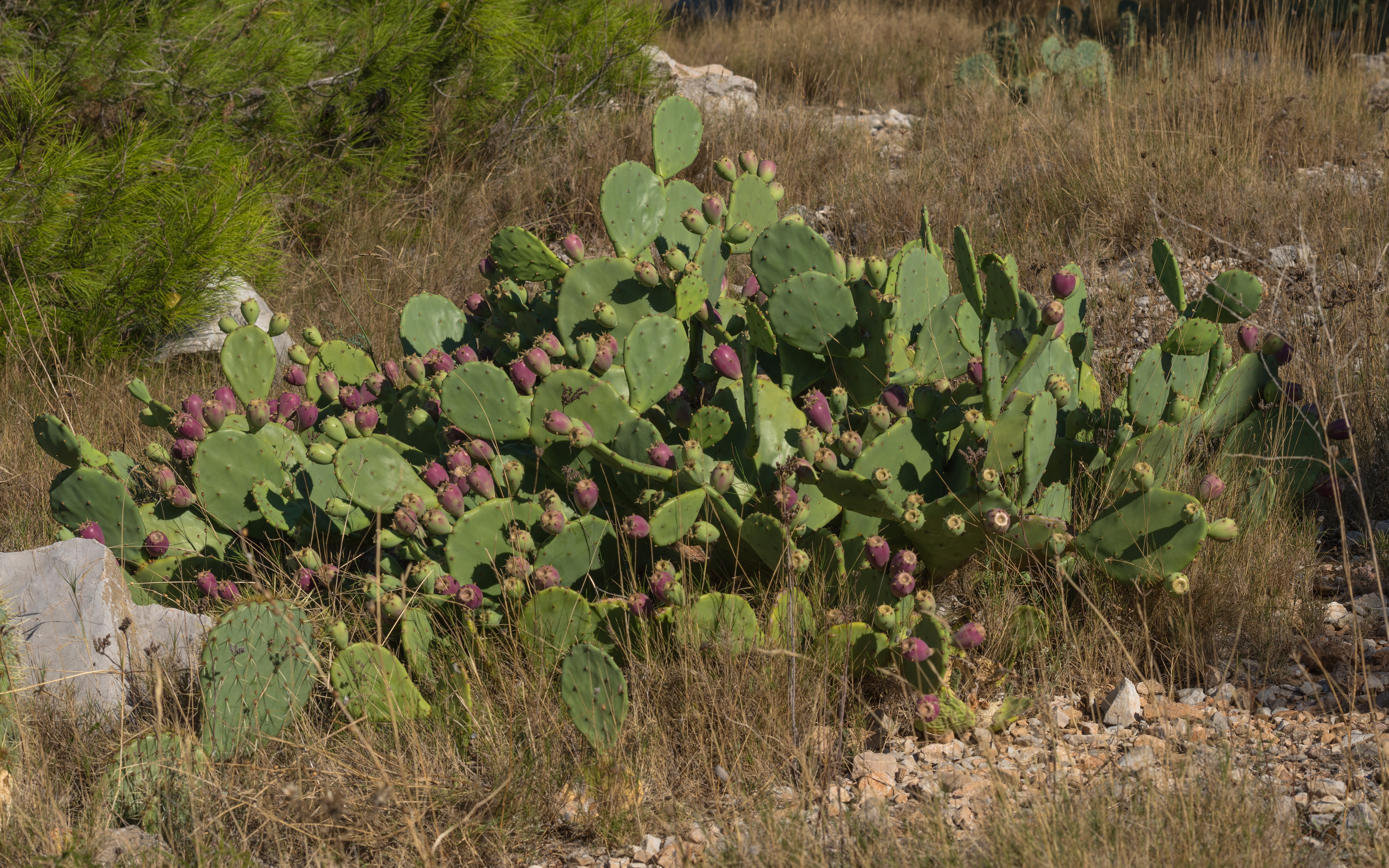
Opuntia stricta à Sète

Exemples d'autres espèces introduites en France : Opuntia crassa Haw., Opuntia elatior Mill., Opuntia microdasys (Lehm.) Lehm. ex Pfeiff., Opuntia monacantha Haw. et Opuntia tuna Mill.

Espèces introduites en France
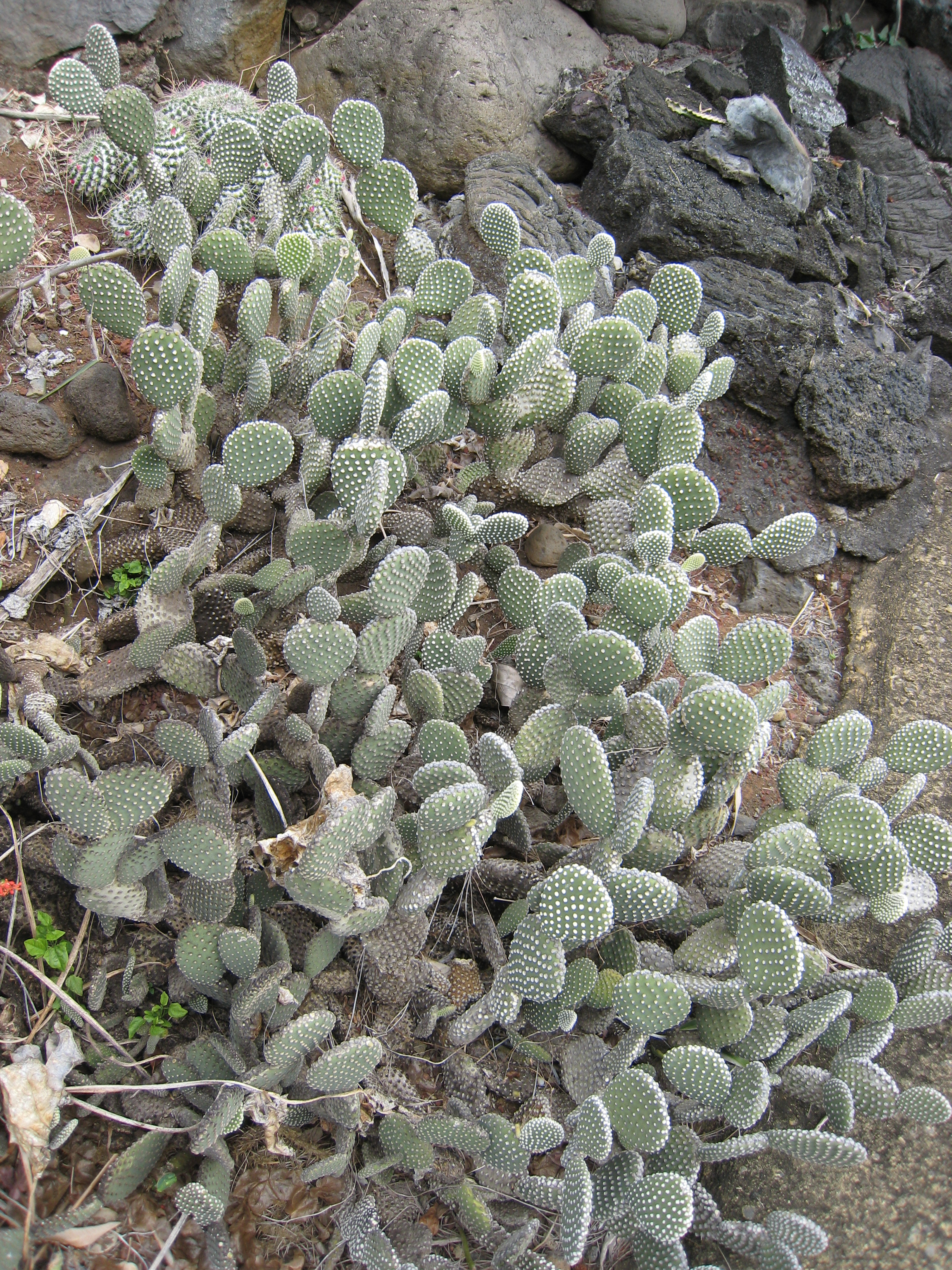
Opuntia microdasys, muni de glochides très irritants, au Parc Exotica à La Réunion
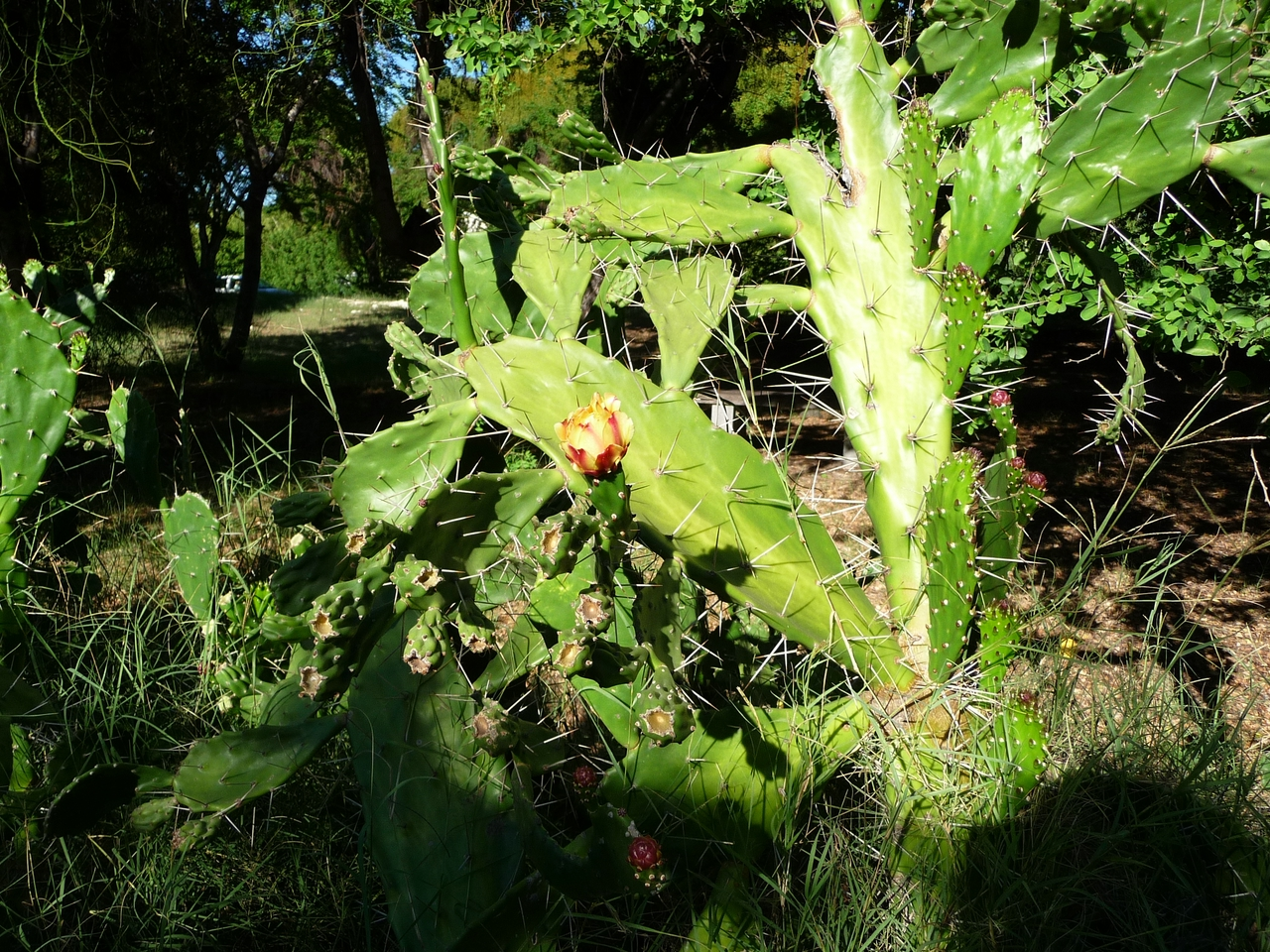
Opuntia monacantha à La Réunion
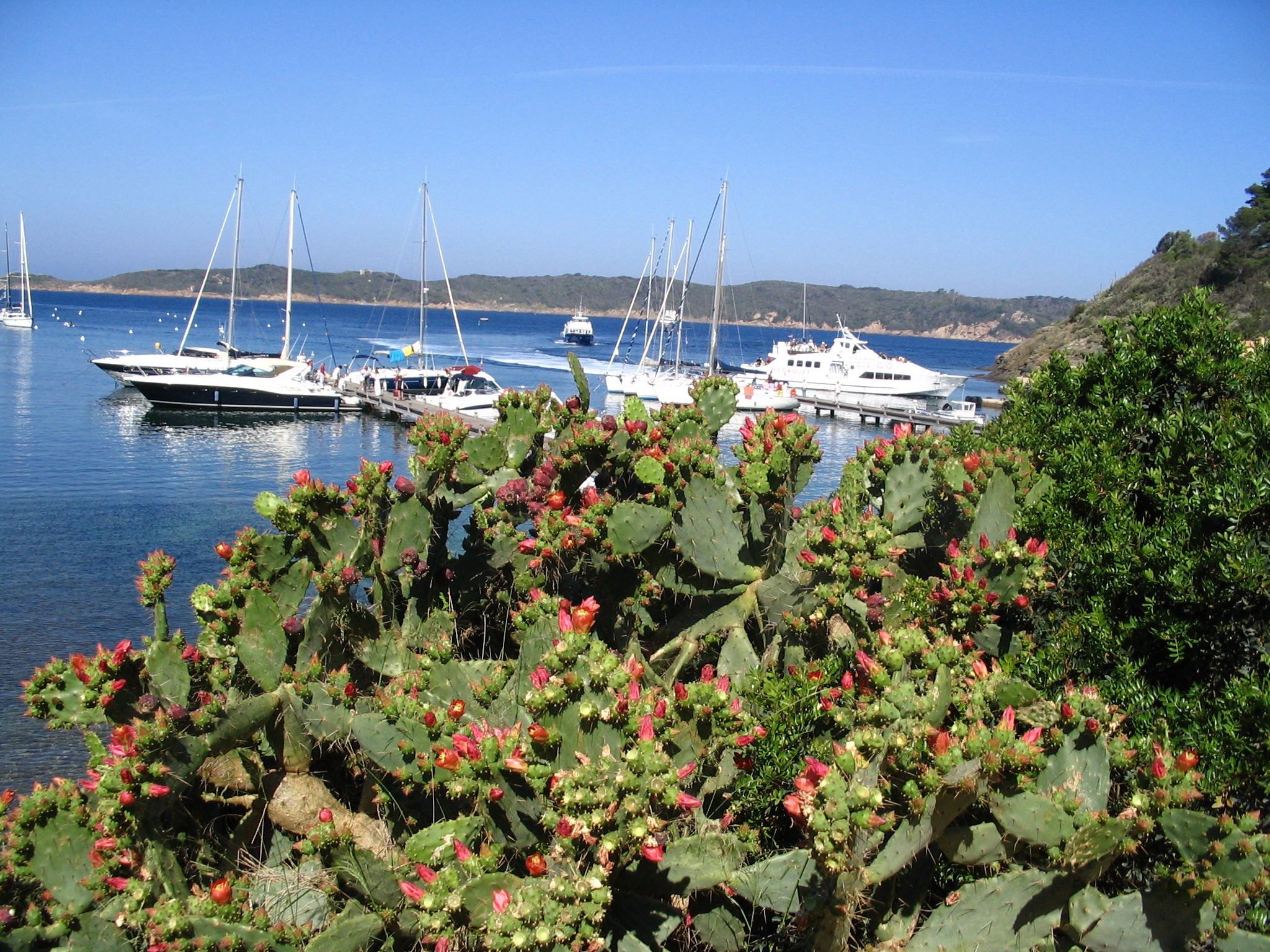
Opuntia tuna sur l'île de Port-Cros

## Aspects culturels

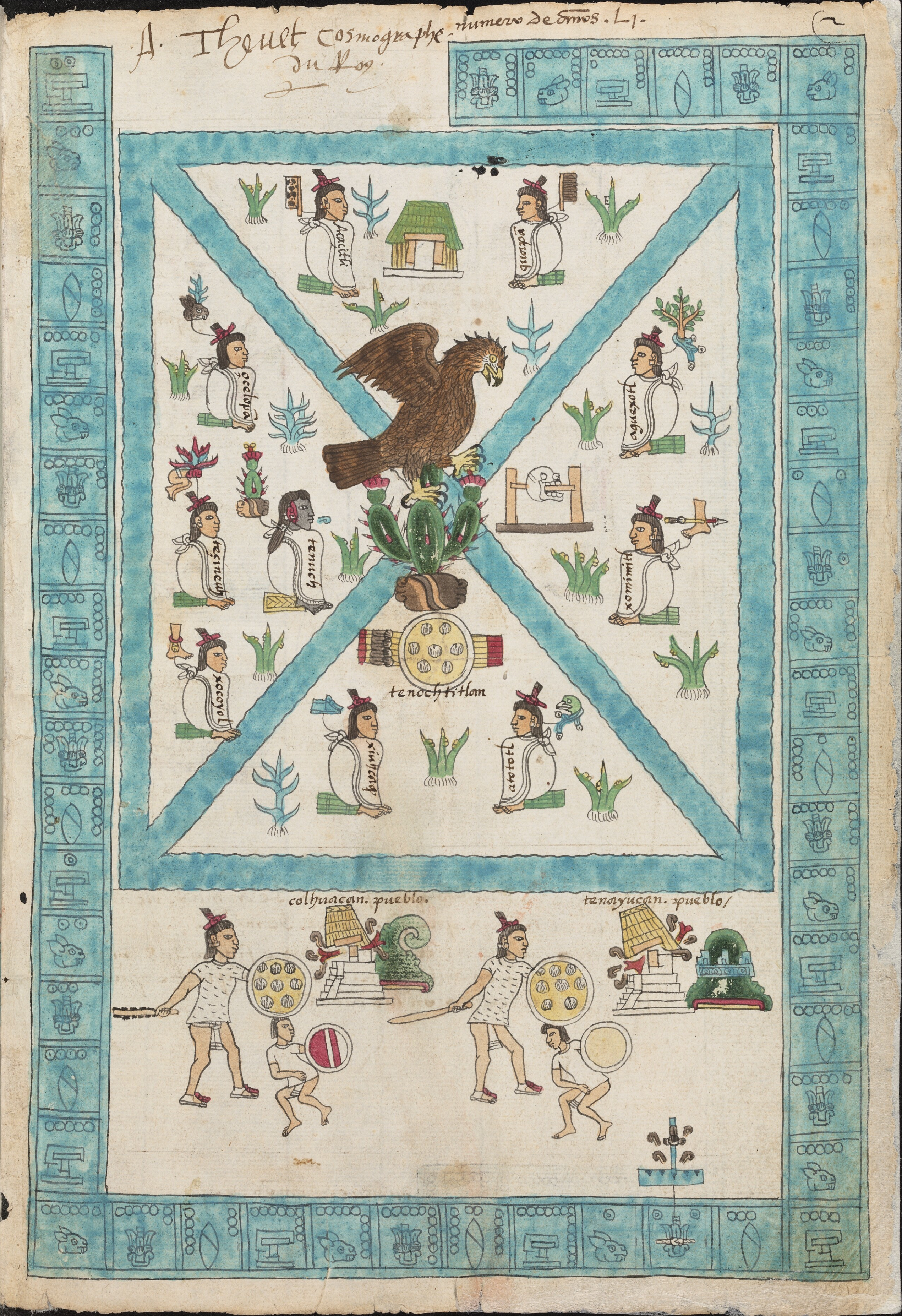
Cactus dans le codex Mendoza.
Les cactus dans les armes du Mexique.

On trouve les opuntias sur les dessins de l'ancienne civilisation aztèque tels que le codex Mendoza au XIVe siècle.
À la suite d'une prophétie inspirée par le dieu Huitzilopochtli, une partie du peuple aztèque, nomade à cette époque, entraînée par des prêtres transportant des effigies sacrées, partit à la recherche d'un lieu où ils verraient un aigle perché sur un cactus dévorant un serpent. À l'endroit de cette rencontre, ils fondèrent leur capitale Tenochtitlan, dont le nom signifie « lieu du cactus sacré » (aujourd'hui Mexico).
En 1822, le général Iturbide attribua l'emblème de la cité aux armoiries du Mexique : un aigle perché sur un nopal (nom local d'Opuntia), dévorant un serpent.

### Bases taxinomiques
- (en) BioLib : Opuntia  Mill. (consulté le 7 février 2021)
- (en) Flora of North America : Opuntia  (consulté le 7 février 2021)
- (en) Flora of China : Opuntia  (consulté le 7 février 2021)
- (en) Flora of Missouri : Opuntia  (consulté le 7 février 2021)
- (fr + en) ITIS : Opuntia  Mill. (consulté le 7 février 2021)
- (en) NCBI : Opuntia  Mill., 1754 (taxons inclus) (consulté le 7 février 2021)
- (en) The Plant List : Opuntia  (consulté le 7 février 2021)
- (en) Tropicos : Opuntia Mill.  (+ liste sous-taxons) (consulté le 7 février 2021)
- (en) WoRMS : Opuntia (+ liste espèces) (consulté le 7 février 2021)

### Autres liens externes
- (fr) Photos sur www.AIAPS.org
- (en) Photos sur www.cactiguide.com
- (en) Les opuntias aux États-Unis
- (en) Plantes protégées d'Arizona